# بريندان هاينس ايك
بريندان هاينس ايك (بالإنجليزية: Brendan Hines-Ike)‏ (30 نوفمبر 1994 بدنفر في الولايات المتحدة - ) هو لاعب كرة قدم أمريكي في مركز الدفاع. لعب مع نادي أوربرو وOcean City Nor'easters ‏.

## روابط خارجية
- بريندان هاينس ايك على موقع اتحاد السويد (السويدية)
- بريندان هاينس ايك على موقع الدوري الأمريكي (الإنجليزية)
- بريندان هاينس ايك على موقع قاعدة بيانات كرة القدم.إي يو (الإنجليزية)
- بريندان هاينس ايك على موقع ليكيب (الفرنسية)
- بريندان هاينس ايك على موقع Soccerway.com (الإنجليزية)